# Danielle Van de Kamp
Danielle Van de Kamp (precedentemente Katz) è un personaggio della serie televisiva Desperate Housewives. È interpretata dall'attrice Joy Lauren.

## Il personaggio
È la secondogenita di Rex e Bree Van de Kamp. Anche lei vive un rapporto difficile con i genitori, specialmente con la madre. Nella prima stagione ha una relazione con John Rowland, amante di Gabrielle Solis. Successivamente si innamora di Matthew Applewhite, e nella terza serie ha un flirt con il suo insegnante di storia.

## Carattere
Danielle è spregiudicata e spesso viene evidenziato il fatto che non brilli per intelligenza. Per di più sembra essere molto volubile e ha avuto varie relazioni nel corso della serie, quasi tutte finite male.

## Ruolo all'interno della serie TV

### Prima stagione
Danielle ha 15 anni e si è rassegnata, al contrario del fratello alla mania di perfezione di Bree e sottolinea in ogni occasione il poco affetto che nutre per lei. Con il padre invece sembra avere un buon rapporto. A scuola è la presidentessa del club dell'astinenza sessuale, ma paradossalmente nel corso della serie avrà molte relazioni e sarà Bree a provocare la rottura con quasi tutti i suoi uomini. Nella prima serie, comunque non ha molta importanza per l'economia della storia, eccetto quando Bree trova un profilattico e scopre che la ragazza ha intenzione di copulare con John, il giardiniere di Gabrielle. Bree dissuade John dall'avere un rapporto con Danielle e il ragazzo la lascia.

### Seconda stagione
Nella seconda serie Danielle ha 16 anni e si innamora di Matthew Applewhite, il figlio della nuova vicina Betty. Bree è contraria al fatto che sua figlia frequenti il giovane, poiché ritiene che lui e sua madre nascondano qualcosa. Ovviamente Danielle non seguirà i consigli di sua madre, che a causa della caduta del suo mondo perfetto, diventerà alcolista e si farà chiudere in una clinica psichiatrica. Danielle progetta insieme a Matthew una fuga romantica, ma Betty informa Bree che Matthew è un assassino che ha incolpato per anni il fratello ritardato. Bree allora fugge dalla clinica e corre a casa, dove trova sua figlia e Matthew che svuotano la cassaforte. Si mette davanti alla porta, impedendo ai due di andarsene e Matthew punta una pistola contro Bree. Solo ora Danielle comprende il suo errore e urla a Matthew di abbassare l'arma. Proprio mentre lui sta per uccidere Bree, però, la S.W.A.T. spara Matthew al cuore, uccidendolo.

### Terza stagione
Nella terza serie Danielle, a soli 17 anni ha una relazione con il suo insegnante di storia, un uomo sposato. Quando Bree ne viene a conoscenza, obbliga l'uomo a lasciare sua figlia, minacciando di denunciarlo per pedofilia, in modo che la moglie possa usarlo contro di lui nella causa di divorzio. In seguito, il nipote di Edie Britt, Austin, tradisce Julie Mayer con lei: le due ragazze, tra l'altro, sono grandi amiche. Danielle rimane incinta del giovane: Bree non è disposta ad accettare la gravidanza della figlia, così giovane e comunque nubile, considerando tutto ciò come un grave colpo per l'immagine perfetta della sua famiglia. Coadiuvata dal marito, decide allora di mettere in scena una sua finta gravidanza, nascondendo la figlia in un convento e dicendo in giro che è andata a studiare in Europa.

### Quarta stagione
La madre di Rex, Phyllis scopre la finta gravidanza della nuora e porta via Danielle dal convento, facendola soggiornare nella sua casa di riposo. Bree e Orson convincono Danielle a tornare nel convento e ad affidare loro il bambino, una volta nato. Durante una festa di Halloween organizzata da Bob e Lee, Danielle arriva travestita da Bree e all'improvviso le si rompono le acque. Partorisce così di nascosto, aiutata dal marito di Katherine Mayfair, Adam. Al momento della nascita del bambino, battezzato Benjamin Tyson Hodge, Danielle ha 18 anni e lo lascia ai genitori e parte per studiare a Miami.
Dopo la fine della quarta stagione , Danielle abbandona il cast regolare nella serie.

### Quinta stagione
Nella quinta stagione c'è un salto temporale di 5 anni dalla quarta quindi Danielle ha 23 anni. Si scopre però che un anno dopo la fine della quarta stagione, a 19 anni, la giovane ha sposato Leo Katz, un avvocato, che l'ha convinta a riprendersi il figlio. Nel corso della quinta stagione, fa visita alla madre, che però non approva il suo modo eccessivamente progressista di educare il bambino (non gli permette di mangiare la carne, si fa chiamare per nome da lui, lo alleva facendolo studiare a casa). Bree allora dà al nipotino un hot-dog di nascosto da sua madre, ma il bambino lo vomita durante una cena con i vicini e Danielle riparte infuriata, provocando così una nuova frattura fra di loro.

### Sesta stagione
Danielle ritorna a Wisteria Lane quando sua madre la invita a cena per farle conoscere il figlio illegittimo di suo padre Rex, Sam Allen. Si dimostra sorpresa che il ragazzo voglia entrare a far parte della sua famiglia e più tardi nella serie, Sam ricatta Bree, dicendole che quella sera Danielle aveva bevuto davvero molto e gli aveva rivelato alcuni segreti di famiglia, fra cui il fatto che dieci anni prima Andrew aveva investito la madre di Carlos Solis.

### Settima stagione
Danielle fa visita a Bree con il figlio Benjamin. Bree scopre che dietro questa improvvisata c'è lo zampino di Renée: ha offerto un volo in prima classe a Danielle per confortare la madre, ancora sofferente per il suo divorzio da Orson, ma in realtà vuole metterla in ridicolo davanti a Keith, sottolineando il fatto che sia nonna.

### Ottava stagione
Danielle torna nuovamente con Benjamin a Wisteria Lane, dopo essere stata lasciata da suo marito Leo. Inizialmente, Bree si dimostra caustica nei confronti della figlia, che ha sempre commesso errori. Decide comunque di offrirle il suo vecchio laboratorio del catering e dei finanziamenti per svolgere un'attività via Internet: vendere attrezzi da ginnastica. Ma, grazie a Renée, Bree scopre che in realtà vende delle "altalene del sesso". Dapprima arrabbiata con la figlia, Bree riflette sugli ultimi avvenimenti che l'hanno vista complice nell'omicidio del patrigno di Gabrielle, e si riconcilia, affettuosamente, con la figlia, ammettendo di non essere per niente perfetta, e decide di continuare a finanziare da lontano la sua attività.